# 富利定理

這個三角形圖是量子電動力學中的富利定理所禁止的。

在量子電動力學中，富利定理指出，在QED中包含有奇數個外線光子的費米子圈的貢獻為0。該定理首先由溫德爾·福瑞在1937年推導出來。